# Nachal Ner (Sderot)
Nachal Ner (hebrejsky נחל נר) je vádí v severní části Negevské pouště, respektive v pobřežní nížině, v jižním Izraeli, poblíž pásma Gazy.
Začíná v nadmořské výšce okolo 100 metrů severně od města Sderot. Směřuje pak k severu mírně zvlněnou, zemědělsky využívanou krajinou. Jihozápadně od vesnice Or ha-Ner zleva ústí do toku Nachal Šikma.